# زهرا فخرایی
زهرا فخرایی یک دانشمند ایرانی - کانادایی است و استاد شیمی در دانشگاه پنسیلوانیا است. او در سال ۲۰۱۹ موفق به دریافت مدال دیلون از انجمن فیزیکی آمریکا شد. موضوع تحقیقات او بررسی تأثیر نانوذرات بر ساختار مواد می‌باشد.

## سنین جوانی و تحصیل
فخرایی در دانشگاه صنعتی شریف در رشته فیزیک تحصیل کرده‌است. وی در سال ۱۹۹۹ با مدرک لیسانس فیزیک فارغ‌التحصیل و کارشناسی ارشد در سال ۲۰۰۱ را دریافت کرد. وی برای تحصیلات تکمیلی خود به دانشگاه واترلو نقل مکان کرد و در سال ۲۰۰۷ دکترای خود را به دست آورد.

## حرفه
در سال ۲۰۱۱ به عنوان استادیار در دانشگاه پنسیلوانیا منصوب شد.

## جوایز و افتخارات
- جوایز انجمن فیزیکی سال ۲۰۰۷ فرانک پاددن[۴]
- ۲۰۱۳ جایزه CAREER بنیاد ملی علوم[۵]
- ۲۰۱۵ کمک هزینه پژوهش اسلون[۶]
- ۲۰۱۷ مجله انجمن شیمی شیمی آمریکا جایزه سخنرانی شیمی فیزیکی B[۷]
- سال ۲۰۱۸ دانشگاه پنسیلوانیا[۸]
- ۲۰۱۹ مدال انجمن فیزیکی آمریکا دیلون[۹]